# Omega Aerial Refueling Services

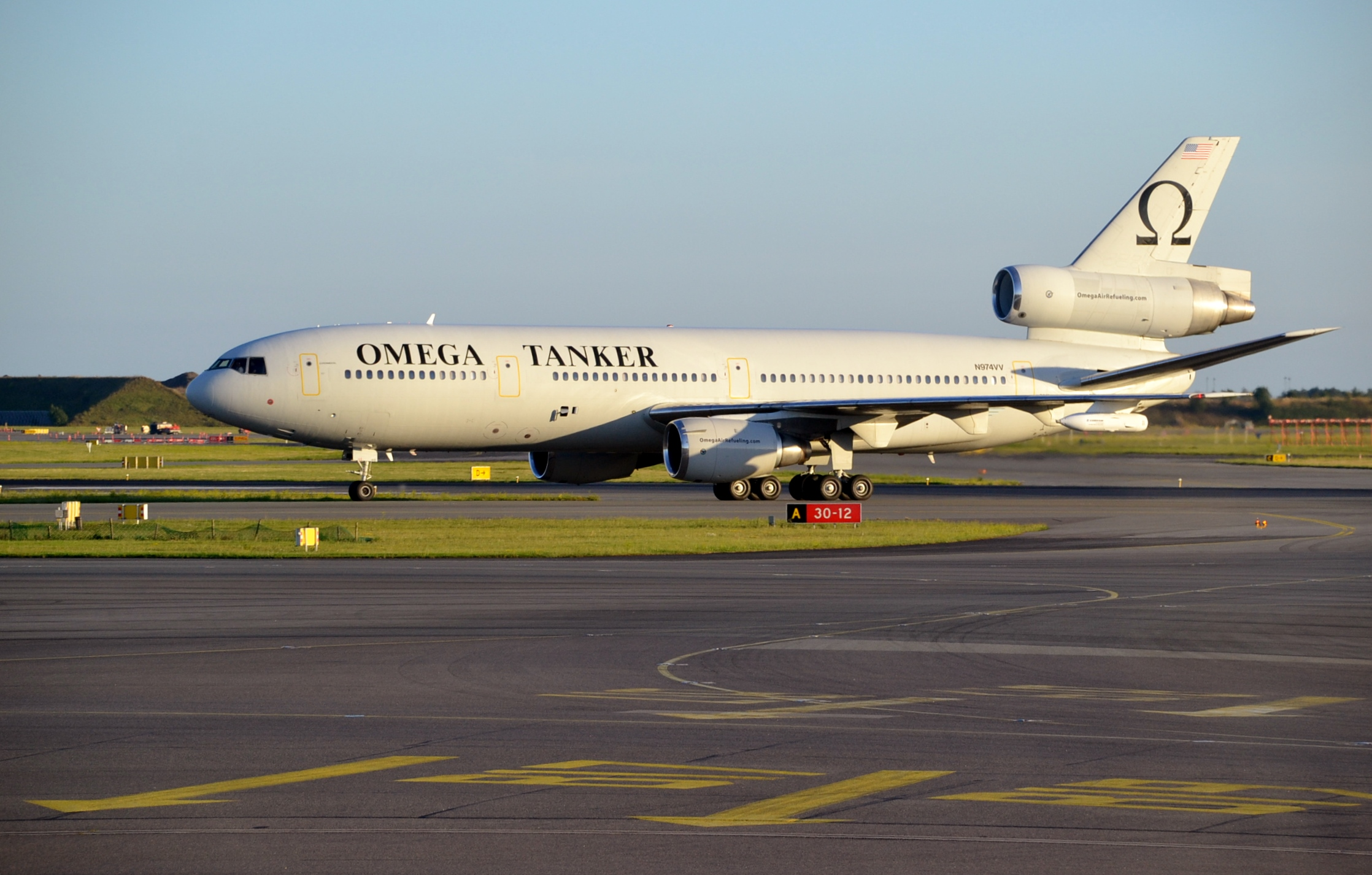
Un KDC-10 d'Omega à Amsterdam en 2015.

Omega Aerial Refueling Services est une société militaire privée dont le siège social à Alexandria (Virginie), États-Unis qui fournit des services de ravitaillement en vol. Elle est la première au monde a fournir ce service Sa flotte est basée à L'aéroport international de San Antonio.

## Historique
La société a été créée en 1999, et a converti un premier Boeing 707 acheté d'occasion. À partir de 2001, il effectue les premiers ravitaillements en vol d'une entreprise privée au profit de forces aériennes.
S'ajoutent un deuxième 707, puis deux KDC-10 (version du McDonnell Douglas DC-10 adoptée au ravitaillement en vol) rachetés d'occasion à l'Armée de l'air royale néerlandaise en 2019.
Parmi les clients réguliers de Omega figurent l'US Navy et l'United States Marine Corps Aviation. En 2015, un 707 d'Omega a réalisé une première remarquée : le premier ravitaillement en vol d'un drone, à savoir le X-47B de la Navy.
En 2020, un 707 supplémentaire est racheté à la Roumanie, qui l'avait utilisé comme avion présidentiel, pour transformation.
L'entreprise appartient aux frères McEvaddy, entrepreneurs irlandais qui ont débuté dans les opérations de maintenance à l'aéroport de Dublin. Outre Omega, ils détiennent une grande partie des activités aérotechniques dans cet aéroport, une flotte d'avions-cargos basée en Irlande, et 49% de Air Gambia. Ils ont aussi une activité de négoce d'avions d'occasion.

## Entreprise concurrente
- Metrea